# Indahash
indaHash – aplikacja mobilna i międzynarodowa platforma do influencer marketingu łącząca marki z popularnymi użytkownikami w mediach społecznościowych (tzw. influencerzy), założona w styczniu 2016 przez Barbarę Sołtysińską oraz Własa Chorowca. Influencerzy zarejestrowani w aplikacji publikują odpłatnie treści (zdjęcia lub wideo) na zlecenie marek na swoich profilach: Instagram, Facebook, Snapchat i Twitter.
Spółka zarejestrowana w Irlandii, posiada biura w Niemczech, Wielkiej Brytanii, Polsce, Dubaju, Stanach Zjednoczonych, Singapurze oraz RPA. Ponadto aplikacja jest dostępna na 75 rynkach na całym świecie.

## Informacje
Od 2016 roku indaHash przeprowadził ponad 1500 kampanii na całym świecie dla takich marek, jak P&G, Coca-Cola, Adidas, Sephora, Telekom, L’Oréal, Lancôme, Heineken, Nestlé, GAP, Huawei, UberEats i wiele innych. Według danych spółki w aplikacji zarejestrowanych jest ponad pół miliona inflluencerów.

### Użytkownicy
Aplikacja mobilna jest darmowa i dostępna na smartfony z systemem iOS oraz Android. Użytkownicy, którzy spełniają odpowiednie wymagania zarabiają pieniądze, publikując treści zgodnie z zadaniami przesyłanymi przez marki. Zaakceptowani influencerzy otrzymują dostęp do wyboru kampanii, dla których spełniają kryteria określone przez marki. Indywidualna stawka (wynagrodzenie) za opublikowany post wyliczana jest przez system automatycznie na podstawie zasięgu oraz wzbudzanego zaangażowania danego influencera.

### Treści
Materiały publikowane przez influencerów w ramach kampanii objęte są licencją przez reklamodawcę. Oznacza to, że marka ma pełne prawo do moderowania i wykorzystywania ich na własnych kontach w mediach społecznościowych oraz stronach internetowych.

## Incydenty etyczne
We wrześniu 2017 roku portal Spider’s Web opublikował artykuł Karola Kopańki, w którym ujawniono szereg nieetycznych praktyk ze strony autorów aplikacji. Wśród nich znalazło się zmuszanie influencerów do komponowania osi czasu głównie z kryptoreklam nieoznaczonych jako posty sponsorowane, a także wykorzystywanie i poniżanie stażystów odpowiedzialnych za zwiększanie dochodów spółki. Portal odnotował też, że redakcja oraz informatorzy, dzięki którym udało się zebrać dane na temat spółki, byli przedmiotem zastraszania. Kopańko w swoim tekście przypomniał, że współzałożyciel spółki indaHash, Włas Chorowiec, przedtem prowadził spółkę Leadbullet, w której udziały miał Marek Falenta, skazany na 2,5 roku więzienia za nagrywanie polityków w aferze podsłuchowej.